# Enicospilus clarkorum
Enicospilus clarkorum là một loài tò vò trong họ Ichneumonidae.